# Miss Paraíba 2016
Miss Paraíba BE Emotion 2016 foi a 60ª edição do tradicional concurso de beleza feminina de Miss Paraíba BE Emotion, válido para a disputa nacional de Miss Brasil BE Emotion 2016, único caminho para o Miss Universo 2016. O certame foi coordenado pelos competentes Jailma Simone e Petrúcio Medeiros, contou com a participação de quinze (15) municípios com suas respectivas candidatas disputando o título no Shopping Mangabeira, localizado na capital do Estado. Transmitido ao vivo pela TV Manaíra e pelo portal da Band, a vencedora na ocasião foi a representante de Nova Palmeira, Mayrla Emília Vasconcelos, coroada pela sua antecessora, Ariádine Maroja.

## Resultados

### Colocações
| Posição                 | Município e Candidata |
| Vencedora               | - Nova Palmeira - Mayrla Vasconcelos |
| 2º. Lugar               | - João Pessoa - Ana Kézya Alves |
| 3º. Lugar               | - Solânea - Maria Alves |
| Finalistas              | - Campina Grande - Márcia Lima - Sapé - Elenn Gomes |
| (TOP 10) Semifinalistas | - Baía da Traição - Laíla Alves - Borborema - Jéssica Layane - Cabedelo - Priscilla Matias - Catolé do Rocha - Jéssica Lineza - Esperança - Wedna Marinho |

### Prêmios Especiais
O concurso distribuiu os seguintes prêmios este ano: 
| Prêmio            | Município e Candidata          |
| Miss BE Emotion 2 | - Borborema - Jéssica Layane   |
| Miss Voto Popular | - Sapé - Elenn Gomes (58%) 1   |
| Desafio Casual    | - Campina Grande - Márcia Lima |

1. Elenn Gomes, de Sapé, obteve 58% de mais de 500.000 votos.
2. A eleita passou pelo crivo do Hair stylist Lauro Araújo do salão Bella Brasil.

### Ordem dos Anúncios
| 1. Baía da Traição 2. Esperança 3. João Pessoa 4. Catolé do Rocha 5. Solânea 6. Cabedelo 7. Borborema 8. Nova Palmeira 9. Campina Grande 10. Sapé | 1. João Pessoa 2. Campina Grande 3. Sapé 4. Solânea 5. Nova Palmeira | 1. Solânea 2. João Pessoa 3. Nova Palmeira |  |

## Jurados

### Técnicos
1. Isadora Barreto, modelo paraibana.
2. Beto y Plá, gerente artístico do Grupo Bandeirantes;
3. Karina Ades, diretora geral do Miss Brasil;

## Candidatas
Disputaram o título este ano: 
| - Baía da Traição - Laíla Alves - Barra de Santa Rosa - Bruna Rodrigues - Bayeux - Ingrid Rayane - Borborema - Jéssica Layane - Cabedelo - Priscilla Matias | - Campina Grande - Márcia Lima - Catolé do Rocha - Jéssica Lineza - Esperança - Wedna Marinho - Guarabira - Thayane Macêdo - João Pessoa - Ana Kézya Alves | - Nova Palmeira - Mayrla Vasconcelos - Santa Luzia - Thayná Costa - Santa Rita - Jarklene Oliveira - Sapé - Elenn Gomes - Solânea - Maria Alves |

## Dados das Candidatas
Dados fornecidos pela organização:
| Baía da Traição Laíla Alves 20 anos e 1.68m de altura É modelo. Barra de Santa Rosa Bruna Rodrigues 18 anos e 1.76m de altura Estudante de física. Bayeux Ingrid Rayane 24 anos e 1.73m de altura É modelo. Borborema Jéssica Layane 21 anos e 1.71m de altura Estudante de arquitetura. Cabedelo Priscilla Matias 21 anos e 1.68m de altura Estudante de engenharia civil. | Campina Grande Márcia Lima 25 anos e 1.76m de altura É fotógrafa. Catolé do Rocha Jéssica Lineza 19 anos e 1.69m de altura Estudante de engenharia civil. Esperança Wedna Marinho 18 anos e 1.74m de altura É supervisora. Guarabira Thayane Macêdo 17 anos e 1.68m de altura Estudante de gestão pública. João Pessoa Ana Kézya 25 anos e 1.78m de altura É bancária. | Nova Palmeira Mayrla Vasconcelos 20 anos e 1.85m de altura Estudante de farmácia. Sapé Elenn Gomes 20 anos e 1.68m de altura É repórter. Santa Luzia Thayná Costa 20 anos e 1.68m de altura Estudante de radiologia. Santa Rita Jarklene Oliveira 24 anos e 1.71m de altura Estudante de educação física. Solânea Maria Alves 21 anos e 1.69 de altura É estudante de Direito. |

## Histórico

### Desistências
- Alagoa Grande - Mariana Souto

- Cuité - Maryana Chaves

## Histórico
Candidatas em outros concursos: 

### Estadual
Miss Pernambuco
- 2015: João Pessoa - Ana Kézya Alves (5º. Lugar) [7]
  - (Representando a ilha de Fernando de Noronha)